# Duane Thompson
Duane Thompson, née Duane Maloney le 28 juillet 1903 à Red Oak dans l'Iowa et morte le 15 août 1970, est l'une des actrices ayant participé à l'aventure du cinéma muet hollywoodien.

## Biographie
Duane Maloney partit à Hollywood au début des années 1920 pour lancer sa carrière d'actrice. Elle obtint son premier rôle en 1921, figurant aux côtés de Vernon Dent et Violet Joy dans Up and at 'em. Elle ne reçut pas d'autre rôle avant 1923, où elle joua avec Neal Burns dans Hot Water. Ce film lui valut plusieurs demandes, et elle tourna quatre autres films dans les mois qui suivit. De 1923 à 1929, elle participa à 37 films, plus 3 où elle ne fut pas créditée. En 1925, elle fut l'une des 13 élues aux WAMPAS Baby Stars, de même que June Marlowe, future légende hollywoodienne. Il fut dit d'elle à cette époque: "Duane Thompson, 20 ans et née à Red Oak dans l'Iowa, est tranquillement en route vers le succès. Après des apparitions dans des comédies de la Christie Film Company, elle est maintenant tête d'affiche avec Walter Hiers.
Néanmoins, comme beaucoup de stars de l'ère du muet, l'apparition des films parlants stoppa net sa carrière. Incapable de réussir la transition, elle ne fit aucun film avant 1937, où elle eut un petit rôle dans Hollywood Hotel. Elle se retira ensuite à Los Angeles, où elle mourut à l'âge de 67 ans.

## Filmographie
- 1921 : Up and at 'em
- 1923 : Hot Water
- 1925 : Le Lit d'Or
- 1926 : The Lodge in the Wilderness
- 1927 : False Morals
- 1927 : The Silent Avenger
- 1927 : Husband Hunters de John G. Adolfi
- 1928 : Beauty and Bullets
- 1928 : The Flying Buckaroo
- 1929 : Frozen River
- 1937 : Hollywood Hotel de Busby Berkeley